# أكيكو تودا
أكيكو تودا (باليابانية: 戸田亜紀子؛ بالكانا: とだ あきこ) هي مؤدية صوت يابانية، ولدت في 4 فبراير 1973 في كوتشي في اليابان.